# Lobophora simsata
Lobophora simsata là một loài bướm đêm trong họ Geometridae.